# Almería (stacja kolejowa)
Almería – stacja kolejowa w Almerii, w Andaluzji, w Hiszpanii. Stara stacja kolejowa w Almería to doskonały przykład architektury żelaza i szkła, ukończony w roku 1893.
Stacja została zastąpiona przez nowy dworzec intermodalny, który również obsługuje połączenia autobusowe.
Mówi się, że dworzec został zaprojektowany przez Gustave Eiffela, choć jest to bardziej wiarygodna informacja, że został zaprojektowany przez jednego z jego synów.

## Nowy dworzec
Od 2005 r. ruch pociągów został przeniesiony do nowej stacji (Almería – Intermodal), położony kilka metrów przed byłym, który jak sama nazwa sugeruje łączy usługi kolejowe i drogowe. Jest to pierwsza stacja w Hiszpanii, która została wybudowana po stacji Zaragoza-Delicas, który został zaprojektowany jako dworzec intermodalny.

## Połączenia
Ruch kolejowy jest nadal niski, ponieważ dociera tu tylko jedna linia kolejowa Almería – Morenda.
Kierunki:
- Barcelona Sants
- Madryt Chamartín
- Sevilla Santa Justa

Planuje się budowę linii dużej prędkości AVE Almería-Murcja (2012-2015), co może znacznie zwiększyć ruch pociągów na obecnej stacji.